# لانتمتریت

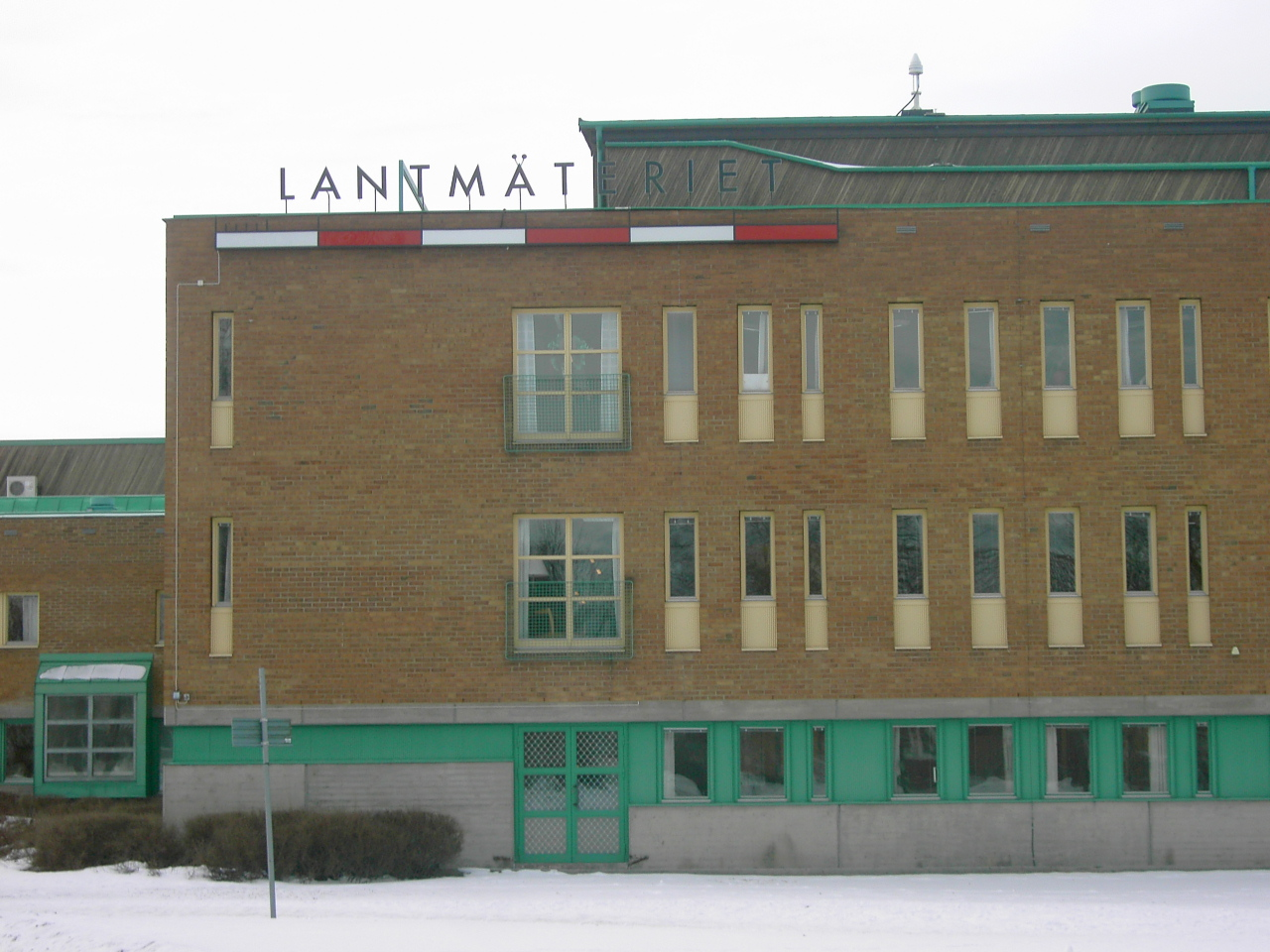
دفتر لانتمتریت در یوله

لانتمتریت (سوئدی: Lantmäteriet) یک سازمان دولتی در سوئد است که به عنوان مرجع ملی نقشه‌برداری، محدوده‌بندی و ثبت زمین فعالیت می‌کند. این سازمان اطلاعاتی در مورد جغرافیا و املاک سوئد ارائه می‌دهد. مقر اصلی آن در یوله است.

## درباره لانتمتریت
لانتمتریت نقشه کشور را ترسیم می‌کند، مرزها را مشخص می‌کند و به تضمین مالکیت مطمئن املاک و مستغلات سوئد کمک می‌کند. این سازمان همچنین اطلاعات جغرافیایی و املاک و مستغلات سوئد را ارائه می‌دهد.
همچنین خدماتی برای تقسیم‌بندی یا تغییر در مرزهای زمین ارائه می‌دهد. این سازمان درخواست‌های مالکیت ثبت‌شده را رسیدگی می‌کند و تضمین می‌کند که ثبت مالکیت در دفتر ثبت املاک انجام شود.

## تاریخچه
لانتمتریت در سال ۱۶۲۸ تأسیس شد، زمانی که ریاضیدان عمومی سوئدی آندرس بور وظیفه داشت تا به طور سیستماتیک امپراتوری سوئد را نقشه‌برداری کند و نقشه‌برداران جدید زمین را تحت دستورالعمل‌های پادشاه سوئد گوستاو دوم آدولف آموزش دهد. این سازمان تحت نظارت اداری Kammarkollegiet قرار گرفت. در میان اولین وظایف این سازمان، ایجاد نقشه‌های هندسی بزرگ‌مقیاس از شهرک‌ها، قصبه‌ها و کشاورزخانه‌های مختلف در سراسر قلمرو بود. این امر به ویژه پس از فتح چندین منطقه استانی در نتیجه جنگ‌های متعددی که امپراتوری سوئد در طول قرن هفدهم در آنها شرکت داشت، مانند مناطق جنوبی اسکونه، هاللاند و بلکینگه، به منظور جمع‌آوری اطلاعات در مورد مناطق، اهمیت یافت. این اطلاعات در دفاتر ثبت کاداستر هندسی (سوئدی: geomeriska jordeböcker) جمع‌آوری شدند. نقشه برداران زمین نه تنها وظیفه داشتند ویژگی‌های چشم‌انداز سوئد را جمع‌آوری و نشان دهند، بلکه علاوه بر این، پیشنهادهایی برای بهبود، عمدتاً در حوزه کشاورزی ارائه دهند. لانتمِتِریه بعدها مسئول اجرای اصلاحات ارضی کشاورزی سوئد در قرن ۱۸ و ۱۹ بود که به نام‌های جدایی بزرگ (سوئدی: Storskiftet)، انشیفتت و لوگه‌خیفتت شناخته می‌شد. این امر تمرکز وظایف کلی آنها را عمدتاً به سمت انجام نقشه‌های هندسی در مقیاس بزرگ تغییر داد.
دفتر مرکزی قبلاً در مرکز استکهلم واقع شده بود و دفاتر منطقه‌ای در سراسر قلمرو پراکنده بودند. مقر اصلی تا زمان نقل مکان به یوله در سال ۱۹۷۵ در آنجا بود.
اداره ملی نقشه‌برداری زمین سوئد (Statens lantmäteriverk) در ۱ ژوئیه ۱۹۷۴ تأسیس شد و ترکیبی از هیئت نقشه‌برداری زمین ملی [سوئد] (Lantmäteristyrelsen، LMS) که از سال ۱۶۲۸ فعال بود و انتشارات دفتر نقشه‌برداری جغرافیایی سوئد (Rikets allmänna kartverk، RAK) با سازمان‌های قبلی بود که در اوایل دهه ۱۸۰۰ شروع به کار کردند. اداره ملی نقشه‌برداری زمین سوئد در سال ۱۹۹۶ به دلیل اینکه این مرجع با هیئت مرکزی داده‌های املاک و مستغلات سوئد (Centralnämnden för fastighetsdata، CFD) همکاری داشت، به نقشه‌برداری زمین ملی سوئد (Lantmäteriverket) تبدیل شد.

## خلاصه‌ای از سازمان
لانتمتریت دارای سه بخش است که هر کدام مسئول حوزه‌های تجاری مختلفی هستند.
بخش خدمات کاداستر مسئول تقسیم املاک است: به عبارت دیگر، در مورد واحدهای جدید املاک تصمیم می‌گیرد و در مرزهای موجود تغییراتی ایجاد می‌کند. این بخش همچنین مسئول تصمیم‌گیری در مورد املاک مشترک، حق ارتفاق و حق عبور است.
بخش ثبت زمین معاملات مربوط به سند مالکیت، وام‌های رهنی، حقوق اجاره زمین و سایر حقوقی را که سپس در ثبت املاک ثبت می‌شوند، بررسی، تصمیم‌گیری و ثبت می‌کند. این بخش همچنین در مورد حق تمبر و هزینه‌ها تصمیم‌گیری و رسیدگی می‌کند.
بخش داده‌های جغرافیایی اطلاعات مربوط به جغرافیا و املاک سوئد را جمع‌آوری، ذخیره و به‌روزرسانی می‌کند و اطلاعات را در دسترس عموم، بخش دولتی و بخش خصوصی قرار می‌دهد.